# قوخ (مقاطعة إسلام آباد غرب)
قوخ (بالفارسية: قوخ) هي قرية تقع في قسم شيان الريفي (مقاطعة إسلام آباد غرب) في إيران. يقدر عدد سكانها بـ 115 نسمة .